# Новоипатово (Коми)
Новоипатово — посёлок в Сыктывдинском районе Республики Коми в составе сельского поселения Мандач.

## География
Расположен на расстоянии примерно 44 км по прямой от районного центра села Выльгорт на запад-северо-запад.

## История
Основан в 1953 году как посёлок лесопункта. В советское время проживало около тысячи человек. Лесопункт закрыт в 2003 году. Посёлок предназначен к закрытию.

## Население
Постоянное население составляло 143 человека (русские 30 %, коми 58 %) в 2002 году, 82 — в 2010.